# Theofanīs Gkekas
Theofanīs Gkekas, meglio noto come Theofanis Gekas (in greco Θεοφάνης Γκέκας?; Larissa, 23 maggio 1980), è un allenatore di calcio ed ex calciatore greco, di ruolo attaccante.

## Carriera

### Club

#### Inizi
Inizia la sua carriera nel Toxotis, dove totalizza 36 presenze segnando 33 reti.
Nell'estate 1998 passa al Larissa, dove rimane per tre anni, fino al 2001, contribuendo alla promozione della squadra della città di Larissa.
Dopo questa stagione passa al Kallithea dove nella stagione 2001-2002 raggiunge la massima serie del campionato greco. Nell'estate 2004 subito dopo i Giochi olimpici di Atene e la conquista degli Europei da parte della Nazionale greca, Gkekas trova come allenatore Takis Lemonis.
Nell'estate 2005 passa al Panathinaikos per dove realizza 23 gol in 41 partite, diventando il capocannoniere del campionato. Al Panathinaikos sfiora il titolo di Grecia arrivando secondo; qui trova anche Alberto Malesani come allenatore.
Nel 2006 il Bochum prende il giocatore in prestito annuale a 500.000 euro con diritto di riscatto fissato a 700.000 euro. Con il Bochum realizza 20 reti nella stagione 2006-2007, risultando il miglior marcatore della Bundesliga.
Nel 2007 fu acquistato per 4,7 milioni di euro dal Bayer Leverkusen. Partito titolare, è stato messo ai margini della squadra dall'allenatore Michael Skibbe, che spesso lo ha fatto partire dalla panchina. Con l'infortunio di Dmitrij Bulykin, Gekas ha maggior spazio nella formazione titolare, segnando alcune reti importanti, come quella che consentì al Bayer Leverkusen di qualificarsi per i quarti di finale di Coppa UEFA.
Dopo aver militato nelle file del Bayer nella prima parte del 2008-2009, il 2 febbraio 2009 si è trasferito in prestito al Portsmouth, voluto da Tony Adams, insieme al suo connazionale Aggelos Mpasinas il quale fu di lì a poco esonerato e rimpiazzato da Paul Hart. A due mesi dall'arrivo in Inghilterra fece il suo esordio in Premier League, subentrando a partita in corso.
Terminato il periodo in prestito, ha fatto ritorno al Bayer Leverkusen.
Durante la stagione 2009-2010, prima della sosta invernale, la squadra è prima in classifica ma per Gkekas non c'è molto spazio (scenderà in campo 6 volte senza mai segnare). Il 17 dicembre 2009 viene ceduto in prestito all'Hertha Berlino fino al termine della stagione.

#### Eintracht Francoforte
Il 20 maggio 2010 l'Eintracht Francoforte ne acquista i diritti sportivi. Al Bayer Leverkusen è stato ceduto un conguaglio economico di 1 milione di euro. Il calciatore ha firmato un contratto biennale. Realizza le sue prime reti in campionato alla terza giornata contro il Borussia Mönchengladbach, segnando una doppietta. Conclude la stagione con 16 reti in 34 presenze, che non bastano alla squadra per salvarsi.

#### Samsunspor
Il 10 gennaio 2012 firma un contratto di sei mesi con il Samsunspor, militante nel campionato turco. Il 2 febbraio realizza una tripletta nell'incontro vinto 3-1 contro il Fenerbahçe. Chiude la sua prima esperienza turca con un bilancio di 8 reti in 11 presenze.

#### Levante
Il 14 agosto 2012 passa a titolo definitivo al Levante. Esordisce nella Liga il 19 agosto in Levante-Atletico Madrid (1-1), sostituendo Ángel Rodríguez al 57' della seconda metà di gioco. Mette a segno la sua prima rete con gli spagnoli il 30 agosto contro il Motherwell, in UEFA Europa League.
Il 28 novembre rescinde consensualmente il contratto che lo legava alla società iberica. Lascia la squadra dopo aver totalizzato 4 presenze nella Liga, a cui se ne aggiungono 5 in Europa League.

#### Ritorno in Turchia
Il 24 gennaio 2013 passa all'Akhisar Belediyespor, formazione turca debuttante nella Süper Lig. Conduce la squadra alla salvezza, segnando 12 reti in 15 apparizioni.
Il 5 settembre 2013 passa a parametro zero al Konyaspor, sottoscrivendo un contratto annuale. Esordisce con i biancoverdi il 15 settembre contro l'Elazığspor (sconfitta per 2-0). Il 5 ottobre segna la sua prima rete in campionato.
Termina l'annata con 24 presenze e 13 reti, tra cui una tripletta nell'incontro vinto 4-0 contro l'Akhisar Belediyespor.
Il 27 luglio 2014 viene ufficializzato il suo ritorno all'Akhisar Belediyespor, con cui firma un contratto valido fino al 2016. Il 3 aprile 2015 l'allenatore Roberto Carlos lo lascia fuori dalla squadra sebbene sia il miglior marcatore della compagine turca e non accusi alcun infortunio.
Il 7 luglio 2015 firma un contratto annuale con l'Eskişehirspor, che lascia il 20 novembre, rescindendo il proprio contratto di comune accordo con la società dopo 5 gol in 10 presenze.

#### Sion
Il 1º febbraio 2016 si accorda con il Sion, formazione svizzera, firmando un contratto valido fino all'estate del 2017. Nel primo scorcio di stagione con il club elvetico gioca 18 partite di campionato e segna 10 gol, con anche una partita di Coppa di Svizzera e 2 partite e 2 gol in Europa League all'attivo. Nella seconda stagione segna 3 gol in 12 presenze in campionato.

#### Sivasspor
Il 14 dicembre 2016 passa al Sivasspor, facendo ritorno in Turchia. Nel 2016-2017 totalizza 10 presenze e 2 reti in campionato, 2 presenze e un gol in Coppa di Turchia. Terminato il contratto con la squadra, rimane svincolato.

### Nazionale
Esordisce con la nazionale ellenica il 30 marzo 2005 in Grecia-Albania 2-0, incontro valevole per le qualificazioni ai Mondiali 2006, subentrando a pochi istanti dal termine al posto di Zīsīs Vryzas, Prende parte alla Confederations Cup 2005, dove la Grecia viene eliminata al primo turno.
Il 2 giugno 2007 segna la sua prima rete in nazionale nella partita vinta 2-0 contro l'Ungheria. Il 17 novembre 2007 mette a segno una tripletta in Grecia-Malta (5-0), valida per le qualificazioni all'Europeo 2008. È tra i 23 convocati del CT Otto Rehhagel per l'Europeo 2008. I greci usciranno dalla competizione nella fase a gironi.
Si laurea capocannoniere negli incontri di qualificazione ai Mondiali 2010 con 10 centri, uno in più di Wayne Rooney, fermatosi a quota 9. Tra le reti, una quaterna nel 5-2 contro la Lettonia.
Viene convocato dal CT Otto Rehhagel per i Mondiali in Sud Africa, dove la Grecia viene eliminata al primo turno. Il 10 settembre 2010 annuncia il proprio ritiro dalla nazionale greca, salvo poi tornare sui suoi passi ad un anno di distanza.
Prende anche parte all'Europeo 2012. Metterà a segno una rete in 4 presenze.
Il 19 maggio 2014 viene incluso dal CT Fernando Santos tra i 23 giocatori che prenderanno parte al Mondiale 2014. Un suo errore dal dischetto sancisce l'eliminazione della Grecia agli ottavi di finale. Gli ellenici verranno sconfitti dai tiri dagli undici metri dalla Costa Rica. I tempi supplementari si erano conclusi in parità sul risultato di 1-1. Concluso il Mondiale, si ritira dalla nazionale ellenica.
Tuttavia prima del definitivo addio scenderà in campo l'autunno successivo in altre due occasioni.

## Statistiche

### Presenze e reti nei club
Statistiche aggiornate al 24 febbraio 2016.
| Stagione                    | Squadra                     | Campionato                  | Campionato | Campionato | Coppe nazionali | Coppe nazionali | Coppe nazionali | Coppe continentali | Coppe continentali | Coppe continentali | Altre coppe | Altre coppe | Altre coppe | Totale | Totale |
| Stagione                    | Squadra                     | Comp                        | Pres       | Reti       | Comp            | Pres            | Reti            | Comp               | Pres               | Reti               | Comp        | Pres        | Reti        | Pres   | Reti   |
| --------------------------- | --------------------------- | --------------------------- | ---------- | ---------- | --------------- | --------------- | --------------- | ------------------ | ------------------ | ------------------ | ----------- | ----------- | ----------- | ------ | ------ |
| 1998-1999                   | Larissa                     | BE                          | 8          | 1          | CG              | 1               | 0               | -                  | -                  | -                  | -           | -           | -           | 9      | 1      |
| 1999-2000                   | Larissa                     | BE                          | 24         | 5          | CG              | 2               | 1               | -                  | -                  | -                  | -           | -           | -           | 26     | 6      |
| 2000-2001                   | Larissa                     | BE                          | 29         | 10         | CG              | 1               | 0               | -                  | -                  | -                  | -           | -           | -           | 30     | 10     |
| Totale Larissa              | Totale Larissa              | Totale Larissa              | 61         | 16         |                 | 4               | 1               |                    | -                  | -                  |             | -           | -           | 65     | 17     |
| 2001-2002                   | Kallithea                   | BE                          | 26         | 14         | CG              | 1               | 0               | -                  | -                  | -                  | -           | -           | -           | 27     | 14     |
| 2002-2003                   | Kallithea                   | AE                          | 29         | 8          | CG              | 2               | 1               | -                  | -                  | -                  | -           | -           | -           | 31     | 9      |
| 2003-2004                   | Kallithea                   | AE                          | 29         | 13         | CG              | 1               | 0               | -                  | -                  | -                  | -           | -           | -           | 30     | 14     |
| 2004-gen. 2005              | Kallithea                   | AE                          | 16         | 9          | CG              | 2               | 1               | -                  | -                  | -                  | -           | -           | -           | 18     | 10     |
| Totale Kallithea            | Totale Kallithea            | Totale Kallithea            | 100        | 44         |                 | 6               | 2               |                    | -                  | -                  |             | -           | -           | 106    | 46     |
| gen.-giu. 2005              | Panathīnaïkos               | AE                          | 13         | 8          | CG              | 1               | 0               | CU                 | 2                  | 0                  | -           | -           | -           | 16     | 8      |
| 2005-2006                   | Panathīnaïkos               | AE                          | 28         | 15         | CG              | 1               | 0               | UCL                | 4                  | 0                  | -           | -           | -           | 33     | 15     |
| Totale Panathinaikos        | Totale Panathinaikos        | Totale Panathinaikos        | 41         | 23         |                 | 2               | 0               |                    | 6                  | 0                  |             | -           | -           | 49     | 23     |
| 2006-2007                   | Bochum                      | BL                          | 32         | 20         | CG              | 3               | 2               | -                  | -                  | -                  | -           | -           | -           | 35     | 22     |
| 2007-2008                   | Bayer Leverkusen            | BL                          | 29         | 11         | CG              | 1               | 0               | CU                 | 10                 | 2                  | -           | -           | -           | 40     | 13     |
| 2008-gen. 2009              | Bayer Leverkusen            | BL                          | 15         | 2          | CG              | 3               | 1               | -                  | -                  | -                  | -           | -           | -           | 18     | 3      |
| gen.-giu. 2009              | Portsmouth                  | PL                          | 1          | 0          | FACup+CdL       | -               | -               | CU                 | -                  | -                  | CS          | -           | -           | 1      | 0      |
| 2009-gen. 2010              | Bayer Leverkusen            | BL                          | 8          | 0          | CG              | 2               | 1               | -                  | -                  | -                  | -           | -           | -           | 10     | 1      |
| Totale Bayer Leverkusen     | Totale Bayer Leverkusen     | Totale Bayer Leverkusen     | 52         | 13         |                 | 6               | 2               |                    | 10                 | 2                  |             | -           | -           | 68     | 17     |
| gen.-giu. 2010              | Herta Berlino               | BL                          | 17         | 6          | CG              | 1               | 1               | UEL                | 2                  | 0                  | -           | -           | -           | 20     | 7      |
| 2010-2011                   | E. Francoforte              | BL                          | 34         | 16         | CG              | 3               | 2               | -                  | -                  | -                  | -           | -           | -           | 37     | 18     |
| 2011-gen. 2012              | E. Francoforte              | ZL                          | 14         | 7          | CG              | 1               | 2               | -                  | -                  | -                  | -           | -           | -           | 15     | 9      |
| Totale E. Francoforte       | Totale E. Francoforte       | Totale E. Francoforte       | 48         | 23         |                 | 4               | 4               |                    | -                  | -                  |             | -           | -           | 52     | 27     |
| gen.-giu. 2012              | Samsunspor                  | SL                          | 11         | 8          | TK              | 1               | 0               | -                  | -                  | -                  | -           | -           | -           | 12     | 8      |
| ago.-nov. 2012              | Levante                     | PD                          | 4          | 0          | CR              | 0               | 0               | UEL                | 5                  | 1                  | -           | -           | -           | 9      | 1      |
| gen.-giu. 2013              | A. Belediyespor             | SL                          | 15         | 12         | TK              | -               | -               | -                  | -                  | -                  | -           | -           | -           | 15     | 12     |
| 2013-2014                   | Konyaspor                   | SL                          | 24         | 13         | TK              | 0               | 0               | -                  | -                  | -                  | -           | -           | -           | 24     | 13     |
| 2014-2015                   | A. Belediyespor             | SL                          | 24         | 12         | TK              | 3               | 1               | -                  | -                  | -                  | -           | -           | -           | 27     | 13     |
| Totale Akhisar Belediyespor | Totale Akhisar Belediyespor | Totale Akhisar Belediyespor | 39         | 24         |                 | 3               | 1               |                    | -                  | -                  |             | -           | -           | 42     | 25     |
| lug.-nov. 2015              | Eskişehirspor               | SL                          | 10         | 5          | TK              | 0               | 0               | -                  | -                  | -                  | -           | -           | -           | 10     | 5      |
| feb.-giu. 2016              | Sion                        | SL                          | 2          | 0          | CS              | 0               | 0               | UEL                | 2                  | 2                  | -           | -           | -           | 4      | 2      |
| Totale carriera             | Totale carriera             | Totale carriera             | 442        | 195        |                 | 30              | 13              |                    | 25                 | 5                  |             | -           | -           | 497    | 213    |

### Cronologia presenze e reti in nazionale
| Cronologia completa delle presenze e delle reti in nazionale ― Grecia | Cronologia completa delle presenze e delle reti in nazionale ― Grecia | Cronologia completa delle presenze e delle reti in nazionale ― Grecia | Cronologia completa delle presenze e delle reti in nazionale ― Grecia | Cronologia completa delle presenze e delle reti in nazionale ― Grecia | Cronologia completa delle presenze e delle reti in nazionale ― Grecia | Cronologia completa delle presenze e delle reti in nazionale ― Grecia | Cronologia completa delle presenze e delle reti in nazionale ― Grecia |
| Data                                                                  | Città                                                                 | In casa                                                               | Risultato                                                             | Ospiti                                                                | Competizione                                                          | Reti                                                                  | Note                                                                  |
| --------------------------------------------------------------------- | --------------------------------------------------------------------- | --------------------------------------------------------------------- | --------------------------------------------------------------------- | --------------------------------------------------------------------- | --------------------------------------------------------------------- | --------------------------------------------------------------------- | --------------------------------------------------------------------- |
| 30-3-2005                                                             | Il Pireo                                                              | Grecia                                                                | 2 – 0                                                                 | Albania                                                               | Qual. Mondiali 2006                                                   | -                                                                     | 89’                                                                   |
| 19-6-2005                                                             | Francoforte sul Meno                                                  | Grecia                                                                | 0 – 1                                                                 | Giappone                                                              | Conf. Cup 2005 - 1º turno                                             | -                                                                     | 46’                                                                   |
| 22-6-2005                                                             | Francoforte sul Meno                                                  | Grecia                                                                | 0 – 0                                                                 | Messico                                                               | Conf. Cup 2005 - 1º turno                                             | -                                                                     | 46’                                                                   |
| 7-9-2005                                                              | Almaty                                                                | Kazakistan                                                            | 1 – 2                                                                 | Grecia                                                                | Qual. Mondiali 2006                                                   | -                                                                     | 76’                                                                   |
| 8-10-2005                                                             | Copenaghen                                                            | Danimarca                                                             | 1 – 0                                                                 | Grecia                                                                | Qual. Mondiali 2006                                                   | -                                                                     | 77’                                                                   |
| 16-11-2005                                                            | Il Pireo                                                              | Grecia                                                                | 2 – 1                                                                 | Ungheria                                                              | Amichevole                                                            | -                                                                     | 86’                                                                   |
| 21-1-2006                                                             | Riad                                                                  | Grecia                                                                | 1 – 1                                                                 | Corea del Sud                                                         | Amichevole                                                            | -                                                                     | 46’                                                                   |
| 25-1-2006                                                             | Riad                                                                  | Arabia Saudita                                                        | 1 – 1                                                                 | Grecia                                                                | Amichevole                                                            | -                                                                     |                                                                       |
| 28-2-2006                                                             | Limassol                                                              | Grecia                                                                | 1 – 0                                                                 | Bielorussia                                                           | Amichevole                                                            | -                                                                     | 46’                                                                   |
| 25-5-2006                                                             | Melbourne                                                             | Australia                                                             | 1 – 0                                                                 | Grecia                                                                | Amichevole                                                            | -                                                                     | 84’                                                                   |
| 15-11-2006                                                            | Saint-Denis                                                           | Francia                                                               | 1 – 0                                                                 | Grecia                                                                | Amichevole                                                            | -                                                                     | 46’                                                                   |
| 6-2-2007                                                              | Londra                                                                | Grecia                                                                | 0 – 1                                                                 | Corea del Sud                                                         | Amichevole                                                            | -                                                                     | 46’                                                                   |
| 24-3-2007                                                             | Il Pireo                                                              | Grecia                                                                | 1 – 4                                                                 | Turchia                                                               | Qual. Euro 2008                                                       | -                                                                     | 63’                                                                   |
| 28-3-2007                                                             | Ta' Qali                                                              | Malta                                                                 | 0 – 1                                                                 | Grecia                                                                | Qual. Euro 2008                                                       | -                                                                     | 90’                                                                   |
| 2-6-2007                                                              | Candia                                                                | Grecia                                                                | 2 – 0                                                                 | Ungheria                                                              | Qual. Euro 2008                                                       | 1                                                                     |                                                                       |
| 6-6-2007                                                              | Candia                                                                | Grecia                                                                | 2 – 1                                                                 | Moldavia                                                              | Qual. Euro 2008                                                       | -                                                                     | 63’                                                                   |
| 22-8-2007                                                             | Salonicco                                                             | Grecia                                                                | 2 – 3                                                                 | Spagna                                                                | Amichevole                                                            | 1                                                                     |                                                                       |
| 12-9-2007                                                             | Oslo                                                                  | Norvegia                                                              | 2 – 2                                                                 | Grecia                                                                | Qual. Euro 2008                                                       | -                                                                     | 74’                                                                   |
| 13-10-2007                                                            | Atene                                                                 | Grecia                                                                | 3 – 2                                                                 | Bosnia ed Erzegovina                                                  | Qual. Euro 2008                                                       | 1                                                                     | 81’                                                                   |
| 17-10-2007                                                            | Istanbul                                                              | Turchia                                                               | 0 – 1                                                                 | Grecia                                                                | Qual. Euro 2008                                                       | -                                                                     | 56’                                                                   |
| 17-11-2007                                                            | Atene                                                                 | Grecia                                                                | 5 – 0                                                                 | Malta                                                                 | Qual. Euro 2008                                                       | 3                                                                     |                                                                       |
| 21-11-2007                                                            | Budapest                                                              | Ungheria                                                              | 1 – 2                                                                 | Grecia                                                                | Qual. Euro 2008                                                       | -                                                                     | 82’                                                                   |
| 6-2-2008                                                              | Nicosia                                                               | Grecia                                                                | 2 – 1                                                                 | Finlandia                                                             | Amichevole                                                            | -                                                                     | 78’                                                                   |
| 26-3-2008                                                             | Düsseldorf                                                            | Grecia                                                                | 2 – 1                                                                 | Portogallo                                                            | Amichevole                                                            | -                                                                     | 67’                                                                   |
| 19-5-2008                                                             | Patrasso                                                              | Grecia                                                                | 2 – 0                                                                 | Cipro                                                                 | Amichevole                                                            | -                                                                     |                                                                       |
| 24-5-2008                                                             | Budapest                                                              | Ungheria                                                              | 3 – 2                                                                 | Grecia                                                                | Amichevole                                                            | -                                                                     | 46’                                                                   |
| 1-6-2008                                                              | Offenbach am Main                                                     | Grecia                                                                | 0 – 0                                                                 | Armenia                                                               | Amichevole                                                            | -                                                                     | 46’                                                                   |
| 10-6-2008                                                             | Salisburgo                                                            | Grecia                                                                | 0 – 2                                                                 | Svezia                                                                | Euro 2008 - 1º turno                                                  | -                                                                     | 46’                                                                   |
| 14-6-2008                                                             | Salisburgo                                                            | Grecia                                                                | 0 – 1                                                                 | Russia                                                                | Euro 2008 - 1º turno                                                  | -                                                                     | 60’                                                                   |
| 20-8-2008                                                             | Bratislava                                                            | Slovacchia                                                            | 0 – 2                                                                 | Grecia                                                                | Amichevole                                                            | 2                                                                     | 46’                                                                   |
| 6-9-2008                                                              | Lussemburgo                                                           | Lussemburgo                                                           | 0 – 3                                                                 | Grecia                                                                | Qual. Mondiali 2010                                                   | 1                                                                     | 80’                                                                   |
| 10-9-2008                                                             | Riga                                                                  | Lettonia                                                              | 0 – 2                                                                 | Grecia                                                                | Qual. Mondiali 2010                                                   | 2                                                                     | 76’                                                                   |
| 11-10-2008                                                            | Il Pireo                                                              | Grecia                                                                | 2 – 1                                                                 | Moldavia                                                              | Qual. Mondiali 2010                                                   | -                                                                     | 46’                                                                   |
| 15-10-2008                                                            | Il Pireo                                                              | Grecia                                                                | 1 – 2                                                                 | Svizzera                                                              | Qual. Mondiali 2010                                                   | -                                                                     | 46’                                                                   |
| 19-11-2008                                                            | Il Pireo                                                              | Grecia                                                                | 1 – 1                                                                 | Italia                                                                | Amichevole                                                            | 1                                                                     | 46’                                                                   |
| 11-2-2009                                                             | Pireo                                                                 | Grecia                                                                | 1 – 1                                                                 | Danimarca                                                             | Amichevole                                                            | 1                                                                     |                                                                       |
| 28-3-2009                                                             | Ramat Gan                                                             | Israele                                                               | 1 – 1                                                                 | Grecia                                                                | Qual. Mondiali 2010                                                   | 1                                                                     |                                                                       |
| 1-4-2009                                                              | Candia                                                                | Grecia                                                                | 2 – 1                                                                 | Israele                                                               | Qual. Mondiali 2010                                                   | -                                                                     | 63’                                                                   |
| 12-8-2009                                                             | Bydgoszcz                                                             | Polonia                                                               | 2 – 0                                                                 | Grecia                                                                | Amichevole                                                            | -                                                                     | 46’                                                                   |
| 5-9-2009                                                              | Bydgoszcz                                                             | Svezia                                                                | 2 – 0                                                                 | Grecia                                                                | Qual. Mondiali 2010                                                   | -                                                                     | 81’                                                                   |
| 9-9-2009                                                              | Chișinău                                                              | Moldavia                                                              | 1 – 1                                                                 | Grecia                                                                | Qual. Mondiali 2010                                                   | 1                                                                     |                                                                       |
| 10-10-2009                                                            | Atene                                                                 | Grecia                                                                | 5 – 2                                                                 | Lettonia                                                              | Qual. Mondiali 2010                                                   | 4                                                                     |                                                                       |
| 14-10-2009                                                            | Atene                                                                 | Grecia                                                                | 2 – 1                                                                 | Lussemburgo                                                           | Qual. Mondiali 2010                                                   | 1                                                                     |                                                                       |
| 14-11-2009                                                            | Atene                                                                 | Grecia                                                                | 0 – 0                                                                 | Ucraina                                                               | Qual. Mondiali 2010                                                   | -                                                                     | 65’                                                                   |
| 18-11-2009                                                            | Donec'k                                                               | Ucraina                                                               | 0 – 1                                                                 | Grecia                                                                | Qual. Mondiali 2010                                                   | -                                                                     | 63’                                                                   |
| 3-3-2010                                                              | Volo                                                                  | Grecia                                                                | 0 – 2                                                                 | Senegal                                                               | Amichevole                                                            | -                                                                     | 46’                                                                   |
| 25-5-2010                                                             | Altach                                                                | Grecia                                                                | 2 – 2                                                                 | Corea del Nord                                                        | Amichevole                                                            | -                                                                     | 46’                                                                   |
| 12-6-2010                                                             | Port Elizabeth                                                        | Corea del Sud                                                         | 2 – 0                                                                 | Grecia                                                                | Mondiali 2010 - 1º turno                                              | -                                                                     |                                                                       |
| 17-6-2010                                                             | Bloemfontein                                                          | Grecia                                                                | 2 – 1                                                                 | Nigeria                                                               | Mondiali 2010 - 1º turno                                              | -                                                                     | 79’                                                                   |
| 11-8-2010                                                             | Belgrado                                                              | Serbia                                                                | 0 – 1                                                                 | Grecia                                                                | Amichevole                                                            | -                                                                     | 46’                                                                   |
| 3-9-2010                                                              | Il Pireo                                                              | Grecia                                                                | 1 – 1                                                                 | Georgia                                                               | Qual. Euro 2012                                                       | -                                                                     |                                                                       |
| 7-9-2010                                                              | Zagabria                                                              | Croazia                                                               | 0 – 0                                                                 | Grecia                                                                | Qual. Euro 2012                                                       | -                                                                     | 59’                                                                   |
| 7-10-2011                                                             | Il Pireo                                                              | Grecia                                                                | 2 – 0                                                                 | Croazia                                                               | Qual. Euro 2012                                                       | 1                                                                     |                                                                       |
| 11-10-2011                                                            | Tbilisi                                                               | Georgia                                                               | 1 – 2                                                                 | Grecia                                                                | Qual. Euro 2012                                                       | -                                                                     | 90’                                                                   |
| 11-11-2011                                                            | Il Pireo                                                              | Grecia                                                                | 1 – 1                                                                 | Russia                                                                | Amichevole                                                            | -                                                                     | 76’                                                                   |
| 29-2-2012                                                             | Candia                                                                | Grecia                                                                | 1 – 1                                                                 | Belgio                                                                | Amichevole                                                            | -                                                                     | 87’                                                                   |
| 26-5-2012                                                             | Kufstein                                                              | Grecia                                                                | 1 – 1                                                                 | Slovenia                                                              | Amichevole                                                            | -                                                                     | 65’                                                                   |
| 31-5-2012                                                             | Kufstein                                                              | Armenia                                                               | 0 – 1                                                                 | Grecia                                                                | Amichevole                                                            | -                                                                     | 62’                                                                   |
| 8-6-2012                                                              | Varsavia                                                              | Polonia                                                               | 1 – 1                                                                 | Grecia                                                                | Euro 2012 - 1º turno                                                  | -                                                                     | 68’                                                                   |
| 12-6-2012                                                             | Breslavia                                                             | Rep. Ceca                                                             | 2 – 1                                                                 | Grecia                                                                | Euro 2012 - 1º turno                                                  | 1                                                                     | 46’                                                                   |
| 16-6-2012                                                             | Varsavia                                                              | Grecia                                                                | 1 – 0                                                                 | Russia                                                                | Euro 2012 - 1º turno                                                  | -                                                                     | 64’                                                                   |
| 22-6-2012                                                             | Danzica                                                               | Germania                                                              | 4 – 2                                                                 | Grecia                                                                | Euro 2012 - Quarti di finale                                          | -                                                                     | 46’                                                                   |
| 7-9-2012                                                              | Riga                                                                  | Lettonia                                                              | 1 – 2                                                                 | Grecia                                                                | Qual. Mondiali 2014                                                   | 1                                                                     |                                                                       |
| 11-9-2012                                                             | Il Pireo                                                              | Grecia                                                                | 2 – 0                                                                 | Lituania                                                              | Qual. Mondiali 2014                                                   | -                                                                     | 80’                                                                   |
| 12-10-2012                                                            | Il Pireo                                                              | Grecia                                                                | 0 – 0                                                                 | Bosnia ed Erzegovina                                                  | Qual. Mondiali 2014                                                   | -                                                                     | 57’                                                                   |
| 16-10-2012                                                            | Bratislava                                                            | Slovacchia                                                            | 0 – 1                                                                 | Grecia                                                                | Qual. Mondiali 2014                                                   | -                                                                     | 59’                                                                   |
| 22-3-2013                                                             | Zenica                                                                | Bosnia ed Erzegovina                                                  | 3 – 1                                                                 | Grecia                                                                | Qual. Mondiali 2014                                                   | 1                                                                     | 46’                                                                   |
| 7-6-2013                                                              | Vilnius                                                               | Lituania                                                              | 0 – 1                                                                 | Grecia                                                                | Qual. Mondiali 2014                                                   | -                                                                     | 65’                                                                   |
| 15-11-2013                                                            | Il Pireo                                                              | Grecia                                                                | 3 – 1                                                                 | Romania                                                               | Qual. Mondiali 2014                                                   | -                                                                     | 80’                                                                   |
| 31-5-2014                                                             | Oeiras                                                                | Portogallo                                                            | 0 – 0                                                                 | Grecia                                                                | Amichevole                                                            | -                                                                     | 63’                                                                   |
| 3-6-2014                                                              | Chester                                                               | Nigeria                                                               | 0 – 0                                                                 | Grecia                                                                | Amichevole                                                            | -                                                                     | 62’                                                                   |
| 6-6-2014                                                              | Harrison                                                              | Grecia                                                                | 2 – 1                                                                 | Bolivia                                                               | Amichevole                                                            | -                                                                     | 64’                                                                   |
| 14-6-2014                                                             | Belo Horizonte                                                        | Colombia                                                              | 3 – 0                                                                 | Grecia                                                                | Mondiali 2014 - 1º turno                                              | -                                                                     | 63’                                                                   |
| 20-6-2014                                                             | Natal                                                                 | Giappone                                                              | 0 – 0                                                                 | Grecia                                                                | Mondiali 2014 - 1º turno                                              | -                                                                     | 35’                                                                   |
| 25-6-2014                                                             | Fortaleza                                                             | Grecia                                                                | 2 – 1                                                                 | Costa d'Avorio                                                        | Mondiali 2014 - 1º turno                                              | -                                                                     | 78’                                                                   |
| 29-6-2014                                                             | Recife                                                                | Costa Rica                                                            | 1 – 1 dts (5 – 3 dtr)                                                 | Grecia                                                                | Mondiali 2014 - Ottavi di finale                                      | -                                                                     | 69’                                                                   |
| 14-11-2014                                                            | Atene                                                                 | Grecia                                                                | 0 – 1                                                                 | Fær Øer                                                               | Qual. Euro 2016                                                       | -                                                                     | 46’                                                                   |
| 18-11-2014                                                            | La Canea                                                              | Grecia                                                                | 0 – 2                                                                 | Serbia                                                                | Amichevole                                                            | -                                                                     | 64’                                                                   |
| Totale                                                                |                                                                       | Presenze                                                              | 78                                                                    |                                                                       | Reti (3º posto)                                                       | 24                                                                    |                                                                       |

## Palmarès

### Individuale
- Capocannoniere del campionato greco: 1

2004-2005 (17 gol)
- Capocannoniere della Bundesliga: 1

2006-2007 (20 gol)